# Димитър Ковачев (Струмица)
Вижте пояснителната страница за други личности с името Димитър Ковачев.
Димитър Ковачев е български революционер, струмишки деец на Вътрешната македоно-одринска революционна организация.

## Биография
Димитър Ковачев е роден в град Струмица, Османската империя. Учи в Струмица и в Солун. Работи като учител. В 1900 година влиза във ВМОРО. Преподава до 1902 година, когато по нареждане на Революционната организация влиза в четата на Христо Чернопеев. Загива в сражение с османска войска в 1903 година.